# إدغار لونغو
إدغار لونغو (بالإنجليزية: Edgar Chagwa Lungu) (ولد في11 نوفمبر 1956) سياسي زامبيٌّ و رئيس الجمهورية منذ 25 يناير 2015، وحتى 24 أغسطس 2021.

## السيرة الذاتية
بعد فوز مايكل ساتا والجبهة الوطنية في الانتخابات الرئاسية 2011 ، تم تعيين إدغار لونغو وزيراً للشؤون الداخلية

## روابط خارجية
- إدغار لونغو على موقع الموسوعة البريطانية (الإنجليزية)
- إدغار لونغو على موقع مونزينجر (الألمانية)